# Infanterie-Division Wahn
La Infanterie-Division Wahn fu una divisione dell'esercito tedesco attiva durante la seconda guerra mondiale.

## Storia
La divisione fu istituita il 17 gennaio 1944 nell'area di addestramento militare di Wahn da membri della 182. Infanterie-Division. Il 28 febbraio la divisione sarebbe dovuta essere trasferita all'Heeresgruppe A, ma con l'ordinanza del 16 marzo fu utilizzata per rinnovare la 331. Infanterie-Division; lo stato maggiore venne utilizzato per costituire il quartier generale della 70. Infanterie-Division.

## Ordine di battaglia
- Grenadier-Regiment Wahn 1
- Grenadier-Regiment Wahn 2
- Artillerie-Abteilung Wahn
- Pionier-Bataillon Wahn[1]

## Comandanti
- Generalleutnant Heinz Furbach (17 gennaio 1944 - 16 marzo 1944)[1]